# Belaja (affluente della Penžina)
La Belaja è un fiume della Russia siberiana estremo-orientale (Kraj di Kamčatka), affluente di sinistra della Penžina.
Nasce dal versante occidentale dei monti dei Coriacchi, dirigendosi poi verso sudovest drenando una pianura compresa fra questa catena e i più piccoli monti della Penžina, che "taglia" poi trasversalmente dopo una svolta in direzione nordovest, prima di sfociare nella Penžina nel suo basso corso. La Belaja, così come la Penžina alla quale tributa, scorre in una zona assolutamente remota, dal clima rigidissimo e senza toccare centri abitati di qualche rilievo.